# Gia Darling
Gia Darling (Santa Clarita, 30 luglio 1977) è un'ex attrice pornografica e regista pornografica statunitense, vincitrice del premio AVN Award for Trans-sexual Performer of the Year del 2006.

## Biografia
Di origine guatemalteca, fu adottata a due anni da una ragazza madre. All'età di tre anni si trasferisce con la madre adottiva in California. A 15 anni, comincia a vestirsi e vivere come una donna e sogna di diventare una valletta della TV, partecipando a qualche show di viaggi o di video musicali.
Alla stessa età comincia a prendere ormoni, dopo aver passato un brutto periodo a causa dei suoi compagni di scuola che la prendevano in giro per la sua femminilità, comincia a usare cosmetici e interventi chirurgici per modificare la fisionomia.
Dopo il matrimonio divorzia: intraprende la carriera nel mondo del porno, riscuotendo un successo crescente tra il pubblico e l'industria del settore transessuale. Il successo l'ha portata a rendersi imprenditrice di se stessa, fondando la Gia Darling Entertainment, marchio attivo nella produzione di film, commercio, e quant'altro riguardi il porno transex. Per quanto riguarda la stampa, è stata la prima donna transessuale ad apparire su Penthouse e Hustler. Nel 2006 ha vinto il premio AVN come performer transessuale dell'anno, mentre 5 anni più tardi è stata inserita nella Hall of Fame.

### Vita privata
È stata sposata con l'attore pornografico Colby Jansen, che lavora nel campo della pornografia gay.

## Riconoscimenti
- AVN Awards
  - 2006 – Transsexual Performer of the Year[4]
  - 2011 – Hall of Fame[3]
- Tranny Awards
  - 2013 –Bob's T Girl Model of the Year[5]
  - 2016 – Transcendece Award[6]

## Filmografia
- Allanah Starr's Big Boob Adventures
- Enslaved Sissy Maid 2
- Gia Darling With Love
- Hip Hop Heartbreakers
- Naughty Transsexual Nurses
- She Male Slumber Party
- She-Male Championship Boxing
- Tranny Watch
- Transsexual Beauty Queens
- Transsexual Celebrity Look-A-Likes
- Transsexual Centerfolds 2
- Transsexual Cheerleader Search
- Transsexual Cheerleader Search n.2
- Transsexual Heart Breakers
- Transsexual Madame

## Partecipazioni televisive
- Howard Stern
- Maury Povich
- Jerry Springer
- Sally
- Donahue
- Jenny Jones
- Dr. 90210
- Marilyn Kagen
- Gordon Elliot
- The Man Show
- Cristina (ES)
- El Gordo y la Flaca (ES)
- Los Angeles al Dia (ES)
- Los Metiches (ES)
- Maria Laria (ES)
- Glitter Girls
- Playboy T.V. (BR)
- Kcal 9 News
- Talk Soup on E!
- Wild on E!
- Stick Figure Productions NY
- MTV's I Want a Famous Face
- Tyra